# Dobry Pasterz (obraz Bartolomé Estebana Murilla)
Dobry Pasterz (hiszp. El Buen Pastor) – powstały w 2 poł. XVII w. obraz autorstwa hiszpańskiego barokowego malarza Bartolomé Estebana Murilla. 
Dzieło znajduje się w Muzeum Prado w Madrycie, gdzie stanowi część kolekcji królewskiej. Namalowana w prawym dolnym rogu biała lilijka oznacza, iż obraz należał do Isabeli de Farnesio, znanej kolekcjonerki dzieł mistrza.

## Opis
Tematyka dzieła jest nawiązaniem do jednej z przypowieści ewangelicznych oraz Psalmu 23. Murillo przedstawił Jezusa Dziecię jako małego pasterza, trzymającego odnalezioną owcę. W tle widnieją ruiny pogańskiej świątyni oraz pasące się w dali stado. Mały pasterz trzyma w ręce kij-laskę pasterską. Nad jego głową wyraźnie zarysowana została żółta aureola. Pasterz siedzi na brzegu skały. Jest bosy, nosi czerwonawą tunikę.